# Ascum
Ascum (em grego: Ασκούμ) foi um general bizantino, ativo no começo do reinado de Justiniano (r. 527–565). Estava em comando na prefeitura pretoriana da Ilíria. Seu nome é registrado por João Malalas. Tanto Teófanes, o Confessor como Jorge Cedreno apresentam seu nome como "Ακούμ" (Acum).

## Biografia

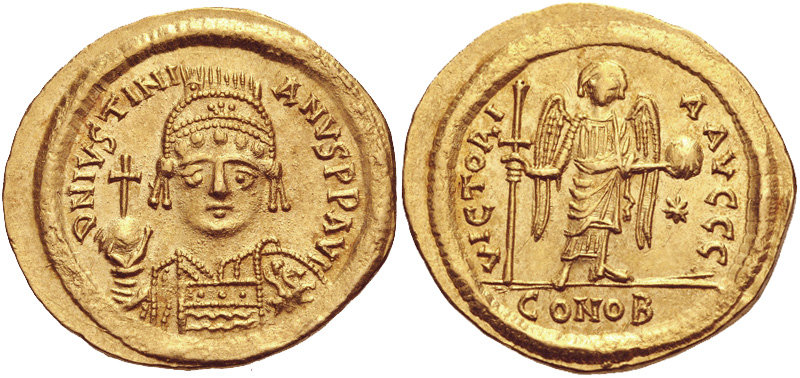
Soldo de Justiniano r.

Ascum foi declaradamente um huno e neto de Justiniano. Historiadores modernos consideram provável que os "hunos" das fontes primárias foram na verdade búlgaros. Patrick Amory considera o nome dele como germânico em origem. Apareceu pela primeira vez em 528, já mantendo o título de estratelata da Ilíria (em grego: ὁ τοῦ 'Ιλλυρικοῦ στρατηλάτης) Seu título em latim seria mestre dos soldados da Ilíria. Em 528, juntou forças com Constancíolo e Gudila contra uma invasão de hunos/búlgaros.
Tendo passado através da Cítia (Cítia Menor) e Mésia (Mésia Secunda), os invasores estava no momento invadindo a Trácia. O exército bizantino derrotou um grupo invasor. Logo após a vitória deles, as forças bizantinas foram emboscadas e desbaratadas por um segundo grupo de invasores. Tanto Ascum como Constancíolo foram capturados na batalha. Enquanto Constancíolo foi libertado através de resgate, Ascum "foi levado para o cativeiro". Não é mencionado novamente e seu destino é desconhecido.